# Careproctus longifilis
Careproctus longifilis är en fiskart som beskrevs av Garman 1892. Careproctus longifilis ingår i släktet Careproctus och familjen Liparidae. Inga underarter finns listade.